# Perenye
Perenye (németül Prennendorf vagy Brünnersdorf)  község Vas vármegyében, a Szombathelyi járásban.

## Fekvése
Szombathelytől 7 kilométerre északnyugatra fekszik, a Kőszeghegyalja peremén.
A szomszéd települések: észak felől Gyöngyösfalu, kelet felől Gencsapáti, délnyugat felől Bucsu, nyugat felől Bozsok, északnyugat felől pedig Kőszegszerdahely és Kőszegdoroszló.

### Megközelítése
Csak közúton érhető el, a 8721-es útból Gencsapáti központjában nyugat felé kiágazó 87 129-es számú mellékúton.
Vasútvonal nem érinti, a legközelebbi vasúti csatlakozási lehetőséget a Szombathely–Kőszeg-vasútvonal Gencsapáti alsó megállóhelye kínálja, bő 2 kilométerre délkeletre.

## Nevének eredete
Neve valószínűleg a szláv Prvine helynévből származik, eredete ismeretlen.

## Története
A falu területe a régészeti leletek tanúsága szerint már a bronzkorban lakott volt. A későbbi időkben a kelták, majd a rómaiak is megtelepedtek ezen a helyen. A mai Szombathely és Kőszeg közötti úttal párhuzamosan a nyugati kertek alján római korban hadiút vezetett keresztül, melynek mentén villák épültek.
A települést 1333-ban Pyrennye néven említik először Pöre és Etelföld határleírásában. A középkorban határában állt Mocsvár vára, melynek emlékét dűlőnév őrzi. Ez egy Árpád-kori földvár lehetett, mely földsáncból és egy fából ácsolt lakótoronyból állhatott. Ma már nyoma sincsen. A község előbb a Németújvári család birtoka. A 16. században község birtokosai a Batthyány, Csoron és  Szentiványi családok, később a Batthyányak birtoka. A falu 1549-ben 36 és fél porta után fizetett adót. 1698-ban 266 lakosa volt, 1787-ben 71 házában 361 lakos élt.
Vályi András szerint „PERENYE. Prinnersdorf. Német falu Vas Vármegyében, földes Ura H. Batthyáni, és több Uraságok, lakosai katolikusok, fekszik Német Gentshez közel, mellynek filiája, határbéli földgye középszerű.”
Fényes Elek szerint „Perenye, Premendorf, magyar falu, Vas vmegyében, 483 kath. lak., jó buzatermő földdel, a rohonczi uradalomban. Ut. p. Kőszeg.”
1910-ben 846 lakosa volt.

## Közélete

### Polgármesterei
- 1990–1994: Bőhm Ernő (független)[5]
- 1994–1998: Nika László (KDNP)[6]
- 1998–2002: Nika László (független)[7]
- 2002–2006: Füzesi Tamás (független)[8]
- 2006–2010: Füzesi Tamás (független)[9]
- 2010–2014: Biczó Barnabás (független)[10]
- 2014–2019: Imre Viktória (független)[11]
- 2019–2024: Imre Viktória (független)[12]
- 2024– : Imre Viktória (független)[1]

## Népesség
A település népességének változása:
| Lakosok száma | 646  | 647  | 643  | 668  | 652  | 639  | 630  |
|               | 2013 | 2014 | 2015 | 2021 | 2022 | 2023 | 2024 |

A 2011-es népszámlálás során a lakosok 84,8%-a magyarnak, 1% horvátnak, 0,7% szerbnek, 0,6% németnek, 0,4% románnak, 0,3% örménynek mondta magát (14,9% nem nyilatkozott; a kettős identitások miatt a végösszeg nagyobb lehet 100%-nál). A vallási megoszlás a következő volt: római katolikus 70,4%, református 0,3%, evangélikus 1%, felekezet nélküli 4,2% (23,7% nem nyilatkozott).
2022-ben a lakosság 95,9%-a vallotta magát magyarnak, 1,4% németnek, 1,2% horvátnak, 0,6% cigánynak, 0,5% románnak, 3,1% egyéb, nem hazai nemzetiségűnek (4% nem nyilatkozott; a kettős identitások miatt a végösszeg nagyobb lehet 100%-nál). Vallásuk szerint 61,3% volt római katolikus, 2% evangélikus, 1,8% református, 0,3% ortodox, 0,5% egyéb keresztény, 2,1% egyéb katolikus, 5,4% felekezeten kívüli (26,5% nem válaszolt).

## Nevezetességei
- Szent Ágota-templom (1756).

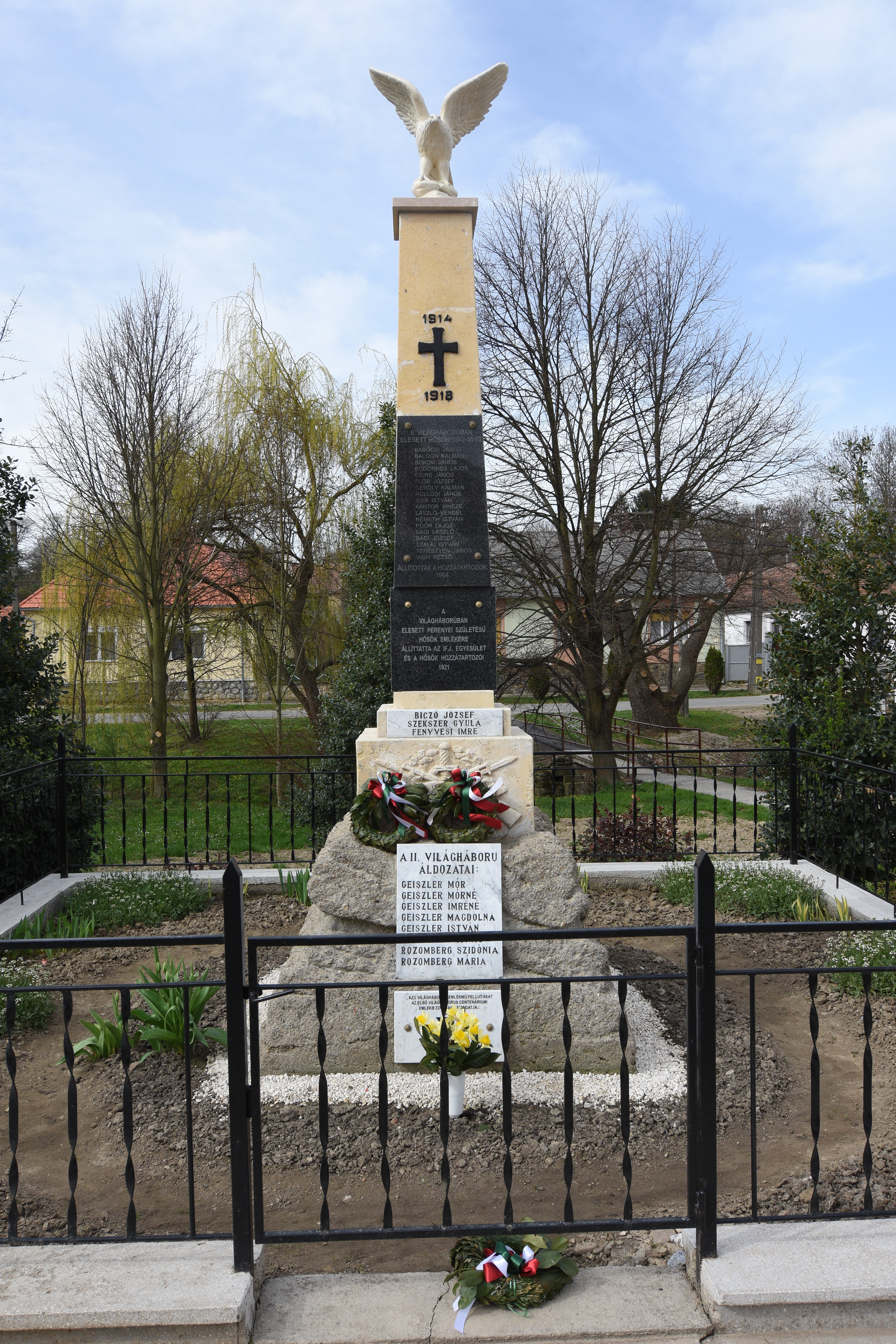
I. világháborús emlékmű

- Nepomuki Szent János-kápolna (18. század), Béke utca.
- Szent Vendel-kápolna, Petőfi utca.
- Szent Vidi fogadalmi búcsújárás:

Perenye népe az 1849-es nagy kolerajárvány idején fogadalmat tett: minden esztendő szeptemberében a Fájdalmas Szűzanya ünnepét követő 2. vasárnap elzarándokol Szent Vid kápolnájába. A búcsújárás a perenyei Szent Ágota templomból negyed hétkor indul. Az előénekes asszony kezdi a zarándoklatot a keresztvetés után egy Miatyánk elimádkozásával az őseinktől ránk maradt zarándokút sikeréért. A menet útvonala: Szent Ágota templom - Koplaló dűlő - Fűtelek major – Kőszegszerdahely – Velem - Szent Vid (oda-vissza 26 km.) Kilenc órakor érnek Kőszegszerdahelyre. A temető melletti tisztáson megpihennek, táplálkoznak. Ameddig a faluban tartózkodnak a búcsújáró perenyeiek tiszteletére mindkét harangot meghúzzák. A következő pihenő a velemi Avar szálló mellett van, majd innentől a meredek terep miatt nem énekelnek tovább.
A zarándokok 10 óra után érnek fel a hegyre. Visszafelé a kőszegszerdahelyi Mindenszentek templomában a helyi plébános imádkozza elő Szűz Mária tiszteletére a lorettói litániát, majd elbúcsúztatja a már fáradó, de lelkes perenyeiket.